# 圣所 (派阀)
圣所（日语： Sankuchuari */?）是日本立宪民主党的其中一個中间偏左的社会民主主义派阀，被称为最自由的派閥。现任会长近藤昭一（前中日新闻社职员）。

## 概要
派系名称来自“鸟类保护区”（日语： Bird Sanctuary */?）。
2005年作为赤松广隆领导的学习小组成立，2012年成为政策集团。
前民主党代表海江田万里也属于。
该党的起源是日本社会党，在55年体制下处于最大在野党的位置。 

## 关连项目
- 立宪民主党 (日本2020年)
- 立宪民主党 (日本2017年)
- 日本社会党
- 社会民主党 (日本)
- 中日新闻 (东京新闻)
- 角川集团